# SX Водолея
SX Водолея (лат. SX Aquarii) — одиночная переменная звезда в созвездии Водолея на расстоянии (вычисленном из значения параллакса) приблизительно 5289 световых лет (около 1622 парсеков) от Солнца. Видимая звёздная величина звезды — от +12,19m до +11,05m.

## Характеристики
SX Водолея — белая пульсирующая переменная звезда типа RR Лиры (RRAB) спектрального класса A5-F7 или A2. Эффективная температура — около 6661 К.